# Akira Yamaoka
Akira Yamaoka (jap. 山岡晃 Yamaoka Akira; ur. 6 lutego 1968 w Niigacie) – japoński muzyk i kompozytor, autor muzyki do gier komputerowych, współpracujący z wytwórnią Konami.

## Życiorys
Yamaoka uczęszczał do Toyo Art College, gdzie studiował architekturę wnętrz i wzornictwo. Po ukończeniu studiów szukał początkowo zajęcia jako projektant, ale zamiast tego został muzykiem. W 1993 roku dołączył do Konami, aby pracować nad swoim pierwszym projektem, grą Sparkster: Rocket Knight Adventures.
Yamaoka najbardziej znany jest z pracy nad serią Silent Hill, do której komponował ścieżki dźwiękowe i efekty dźwiękowe, do ukazania się gry Silent Hill: Shattered Memories włącznie (z wyjątkiem utworu „Esperandote” z pierwszej części Silent Hill, który skomponowała Rika Muranaka). Od Silent Hill 3 odgrywał ważniejszą rolę jako producent, ale kontynuował pracę jako kompozytor muzyki. Począwszy od Silent Hill 3 zaczął także współpracę z Mary Elizabeth McGlynn i Joe Romersą, którzy wykonują partie wokalne w piosenkach.
Utwory Yamaoki cechują się zazwyczaj melancholijnym zabarwieniem i w zasadzie można je zaklasyfikować jako należące do nurtu dark ambient, industrial i trip hop.
Wiele z jego utworów do poprzednich tytułów zostało zebranych w filmie Silent Hill z 2006 roku, w reżyserii Christophe Gansa.
Utwór Theme of Laura z Silent Hill 2 został odegrany na żywo w 2005 roku na trzecim Symphonic Game Music Concert w Lipsku (Niemcy). Yamaoka osobiście wykonał też muzykę z Silent Hill 2 na premierowym koncercie PLAY! A Video Game Symphony 27 maja 2006 roku w Chicago, a następnie gościnnie na dwóch koncertach w Sztokholmie w 2007 roku. Muzyk grał razem z orkiestrą na siedmiostrunowej gitarze elektrycznej.
Skomponował też piosenki do innej wydanej przez Konami serii, Bemani.
Jego pierwszy własny album, iFUTURELIST, został wydany w styczniu 2006 roku. W 2012 wydał minialbum Revolución, który w 2014 pojawił się na iTunes w postaci singla.

## Wpływy
Wśród muzyków mających wpływ na jego twórczość Yamaoka przytacza Angelo Badalamenti (znanego z muzyki do filmów Davida Lyncha), zespoły Metallica i Depeche Mode.
Zapytany, czy studia w Toyo Art College pomogły mu w muzycznej karierze, odpowiedział:
„W tamtym czasie Mick Karn z Japan, Steve Strange z Visage i wielu innych muzyków mieszało ze sobą pojęcia Sztuki i Muzyki, aby stworzyć własny, nowy muzyczny styl. To miało na mnie olbrzymi wpływ. Dlatego za każdym razem gdy piszę utwory, staram się połączyć sztukę i muzykę.”

## Prace
| Tytuł gry lub albumu                            | Rok  | Konsola                             | Rola                                                             |
| ----------------------------------------------- | ---- | ----------------------------------- | ---------------------------------------------------------------- |
| SmartBall znane też jako Jerry Boy              | 1991 | Super Famicom                       | Asystent kompozytora                                             |
| Sparkster: Rocket Knight Adventures 2           | 1994 | Sega Mega Drive                     | Kompozytor                                                       |
| International Superstar Soccer (Perfect Eleven) | 1994 | Super Famicom                       | Kompozytor                                                       |
| Snatcher                                        | 1994 | Sega CD                             | Projektant dźwięku                                               |
| Vandal Hearts                                   | 1996 | PlayStation                         | ?                                                                |
| Castlevania: Symphony of the Night              | 1997 | PlayStation                         | Praca z automatem perkusyjnym                                    |
| Salamander Deluxe Pack Plus                     | 1997 | PlayStation                         | Producent dźwięku                                                |
| Kensei: Sacred Fist                             | 1998 | PlayStation                         | Kompozytor                                                       |
| Road Rage znane też jako Speed King             | 1998 | PlayStation                         | Kompozytor                                                       |
| Dance Dance Revolution 2ndReMIX                 | 1999 | Automat, PlayStation                | Kompozytor                                                       |
| Silent Hill                                     | 1999 | PlayStation                         | Dyrektor dźwięku, producent dźwięku, kompozytor, aranżer dźwięku |
| Beatmania IIDX 4th Style                        | 2000 | Automat, PlayStation                | Kompozytor                                                       |
| Gradius III and IV                              | 2000 | PlayStation                         | ?                                                                |
| Beatmania IIDX 5th Style                        | 2001 | Automat, PlayStation 2              | Kompozytor                                                       |
| Silent Hill 2                                   | 2001 | PlayStation 2, Xbox, PC             | Dyrektor dźwięku, kompozytor muzyki i odgłosów                   |
| Contra: Shattered Soldier                       | 2002 | PlayStation 2                       | Dyrektor dźwięku, kompozytor, projektant efektów dźwiękowych     |
| Beatmania IIDX 7th Style                        | 2002 | Automat, PlayStation 2              | Kompozytor                                                       |
| Beatmania IIDX 8th Style                        | 2002 | Automat, PlayStation 2              | Kompozytor                                                       |
| DDRMAX2: Dance Dance Revolution 7thMIX          | 2002 | PlayStation 2                       | Kompozytor                                                       |
| Beatmania IIDX 9th Style                        | 2003 | Automat, PlayStation 2              | Kompozytor                                                       |
| Dance Dance Revolution ULTRAMIX                 | 2003 | Xbox                                | Kompozytor                                                       |
| Silent Hill 3                                   | 2003 | PlayStation 2, PC                   | Producent, dyrektor dźwięku, kompozytor muzyki i odgłosów        |
| Beatmania IIDX 10th Style                       | 2004 | Automat                             | Kompozytor                                                       |
| Beatmania IIDX 11: IIDX RED                     | 2004 | Automat                             | Kompozytor                                                       |
| Dance Dance Revolution EXTREME                  | 2004 | PlayStation 2                       | Kompozytor                                                       |
| Rumble Roses                                    | 2004 | PlayStation 2                       | Kompozytor                                                       |
| Silent Hill 4                                   | 2004 | PlayStation 2, Xbox, PC             | Producent, dyrektor dźwięku, kompozytor muzyki i odgłosów        |
| pop'n music 12 Iroha                            | 2004 | Automat                             | Kompozytor                                                       |
| Beatmania IIDX 12: HAPPY SKY                    | 2005 | Automat                             | Kompozytor                                                       |
| Dance Dance Revolution EXTREME 2                | 2005 | PlayStation 2                       | Kompozytor                                                       |
| Rumble Roses XX                                 | 2005 | Xbox 360                            | Kompozytor                                                       |
| iFUTURELIST                                     | 2006 | własny album                        | Kompozytor                                                       |
| Silent Hill                                     | 2006 | film                                | Producent, kompozytor                                            |
| Beatmania IIDX 13: DistorteD                    | 2006 | Automat                             | Kompozytor                                                       |
| Dance Dance Revolution STR!KE                   | 2006 | PlayStation 2                       | Kompozytor                                                       |
| pop'n music 14 FEVER!                           | 2006 | Automat                             | Kompozytor                                                       |
| Silent Hill: Origins                            | 2007 | PlayStation Portable, PlayStation 2 | Producent, kompozytor                                            |
| Beatmania IIDX 14: GOLD                         | 2007 | Automat                             | Kompozytor                                                       |
| Beatmania IIDX 15: DJ Troopers'                 | 2007 | Automat                             | Kompozytor                                                       |
| Silent Hill: Homecoming                         | 2008 | PlayStation 3, Xbox 360, PC         | Producent, kompozytor                                            |
| GuitarFreaks 3rdMIX / Drummania 2ndMIX          |      | Automat, PlayStation                | Kompozytor                                                       |
| Beatmania IIDX 16: EMPRESS                      | 2008 | Automat                             | Kompozytor                                                       |
| Otomedius G                                     | 2008 | Xbox 360                            | Aranżer                                                          |

## Sprzęt studyjny

### Sprzęt
- Roland JD-800
- Roland JP-8080
- Roland TB-303
- Roland MKS-80
- Roland DJ-70
- Roland VP-9000
- Sequential Circuits Prophet-5
- Oberheim OB-MX
- Memorymoog
- Ensoniq VFX
- Akai VX-600
- Korg Prophecy

### Oprogramowanie
- Emagic Logic Audio
- Emagic EXS24
- Emagic amt8
- Phrazer Infinity

## Gitary
- Ibanez UV-777-P-BK